# Hunkydora novozelandica
Hunkydora novozelandica är en musselart som först beskrevs av Reeve 1859.  Hunkydora novozelandica ingår i släktet Hunkydora och familjen Myochamidae. Inga underarter finns listade i Catalogue of Life.